# Kuhinja
Kuhinja je prostor u stanu ili ugostiteljskom obrtu koji se uglavnom rabi za pripremu jela, a dijelom za skladištenje hrane. 
Ormari u kuhinji služe kao spremišta za posuđe, pribor za jelo i za razne druge kuhinjske predmete. Osim za kuhanje i pripremanje jela, kuhinja može poslužiti i kao prostor za blagovaonica, ili kao zajednička soba.
Današnje kuhinje u zapadnom svijetu su i izraz osobnog stila života. Osnovna oprema u modernim kuhinjama je: štednjak, pećnica, sudoper, hladnjak, i sve češće mikrovalna pećnica i perilica suđa. Posebni zahtjevi za posebne vrste hrane zahtijevaju ponekad značajne razlike u opremi i uporabi.